# Cruzcampo
Cruzcampo est une marque de bière appartenant au groupe Heineken (Heineken España, basé à Séville) et un ancien groupe brassicole. La gamme serait la plus vendue en Espagne en termes de volume,. Elle est brassée en Espagne dans différentes brasseries Heineken, et à l'étranger dans certaines brasseries du groupe (dont la brasserie de la Valentine).

## Histoire
La brasserie originelle fut fondée en 1904 par Roberto et Tomás Osborne à Séville, elle prit le nom de Vía Crucis a la Cruz del Campo, du nom d'un parcours dans les rues de Séville retraçant le chemin de croix du Christ.
Gambrinus, personnage légendaire des Flandres, symbole des amateurs de bière, est le symbole officiel de l'entreprise depuis 1926.
La brasserie Heineken a racheté Cruzcampo à la brasserie irlandaise Guinness en 2000.
C'est la bière la plus bue de Séville. Même si elle est particulièrement bue en Andalousie, la bière Cruzcampo se trouve dans tout le pays. La marque a des usines réparties dans toute l'Espagne, à Séville, Madrid, Jaén, Arano et Valence.

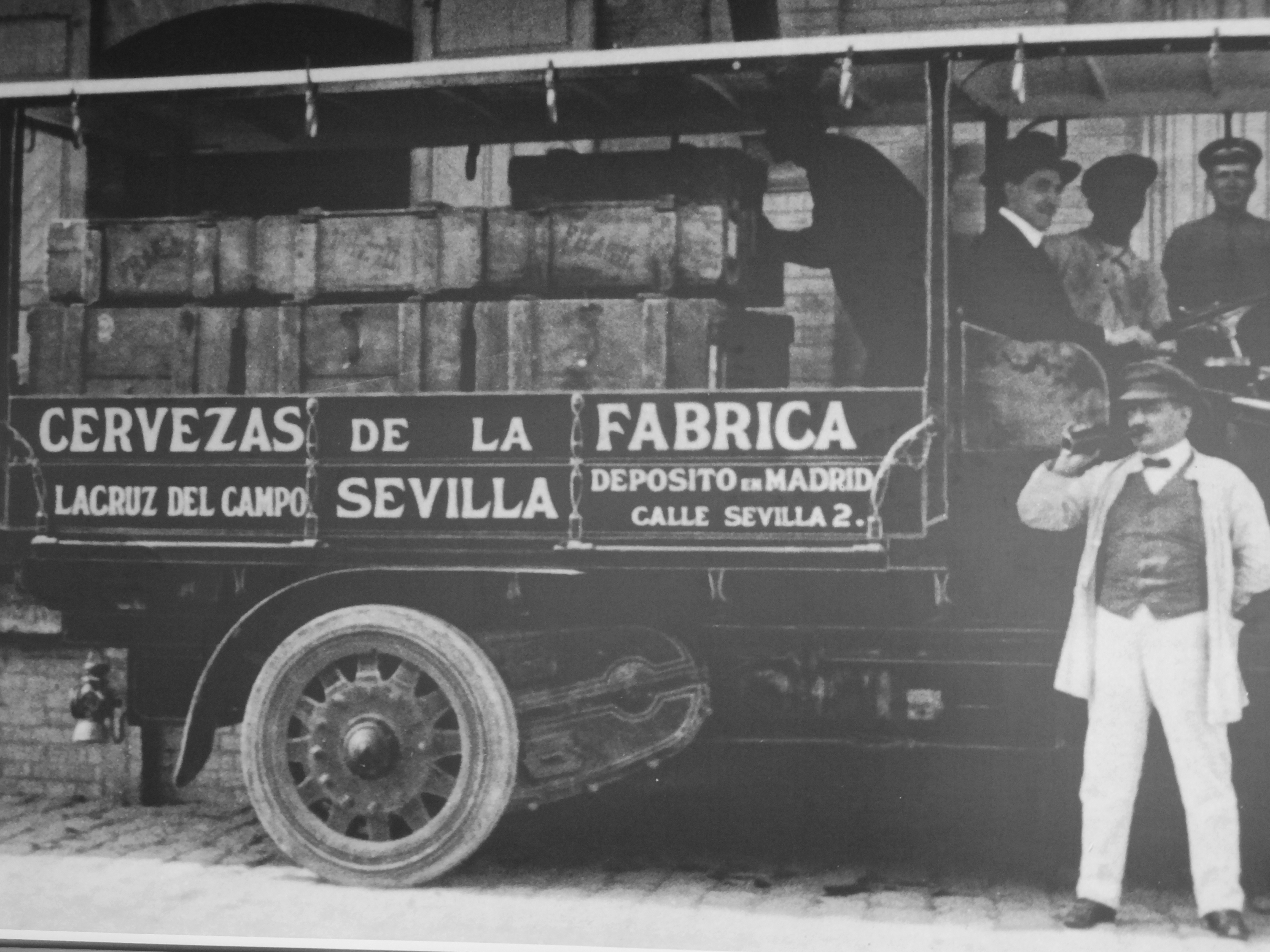
Camion Cruzcampo vers 1920.

En 2009, elle est déclarée saveur de l'année.[réf. nécessaire]

## Bières

### Cruzcampo
- Cruzcampo 33cl. Type pilsen, titre d'alcool 4.8º.
- Cruzcampo 33cl. "Especial", titre d'alcool 5.7º.
- Cruzcampo 33cl. "Pilsen y Especial: Jaén": Bière élaborée en exclusivité à Jaén pour la demande locale de la zone orientale d'Andalousie[5]
- Cruzcampo 33 cl. "Light": titre d'alcool 2,4º et 30 % de calories en moins que la pilsen.
- Cruzcampo "Future": Pilsen en bouteille de PET d'un litre (élaborée à Jaén).
- Cruzcampo "Shandy": bière-limonade, titre d'alcool 0.9°.
- Cruzcampo Export.
- Big Cruzcampo.

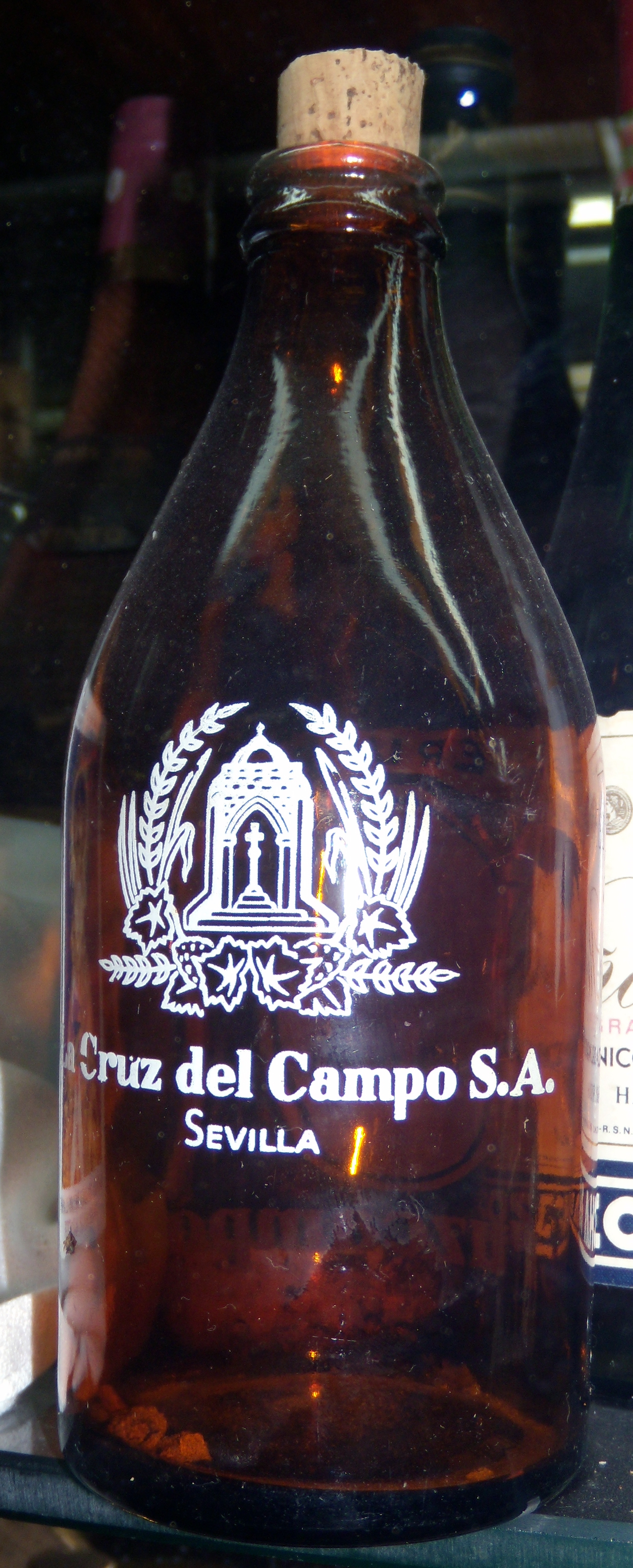
Ancienne bouteille de Cruz del Campo
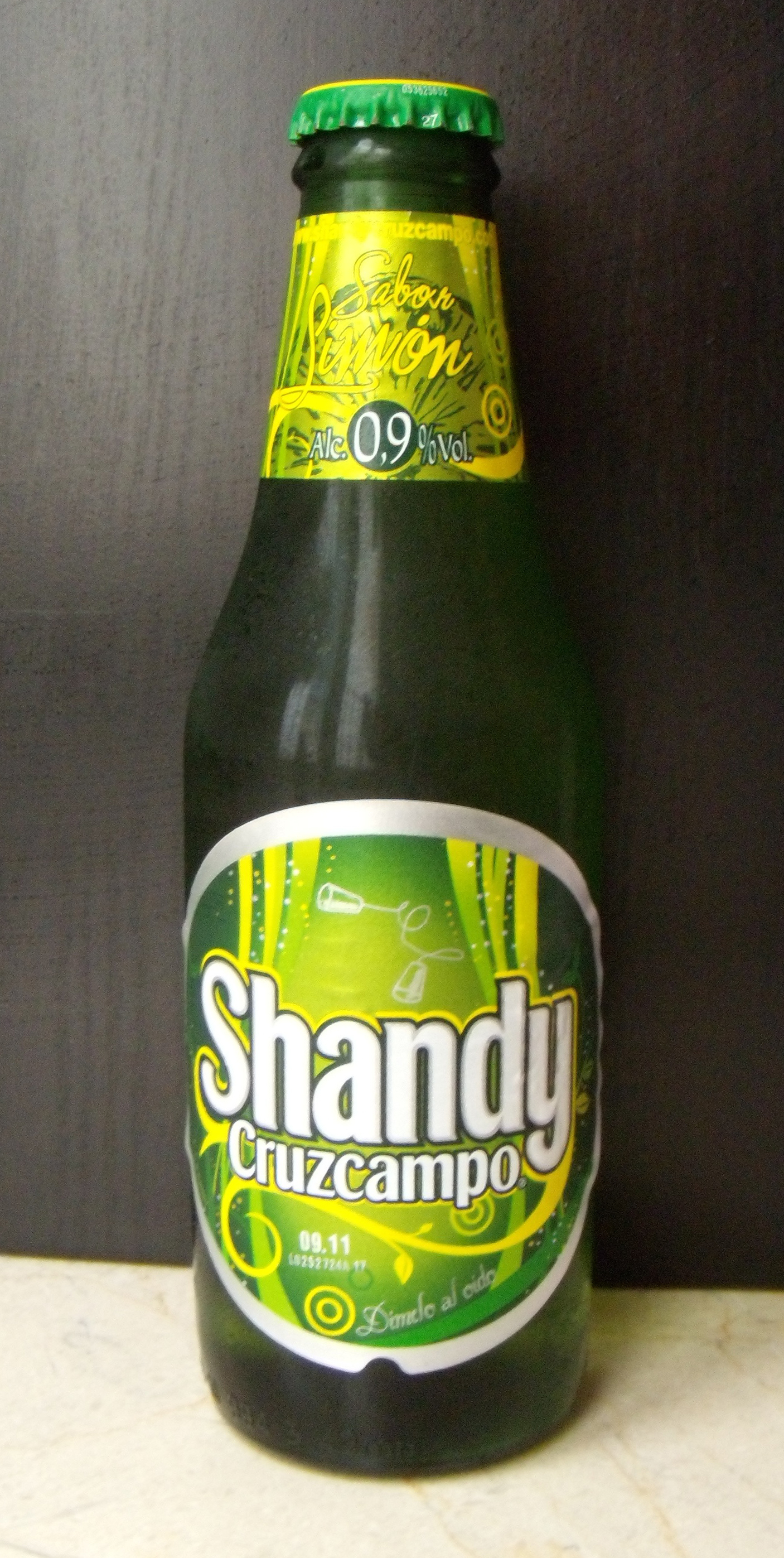
Bouteille de 33 cl de Shandy
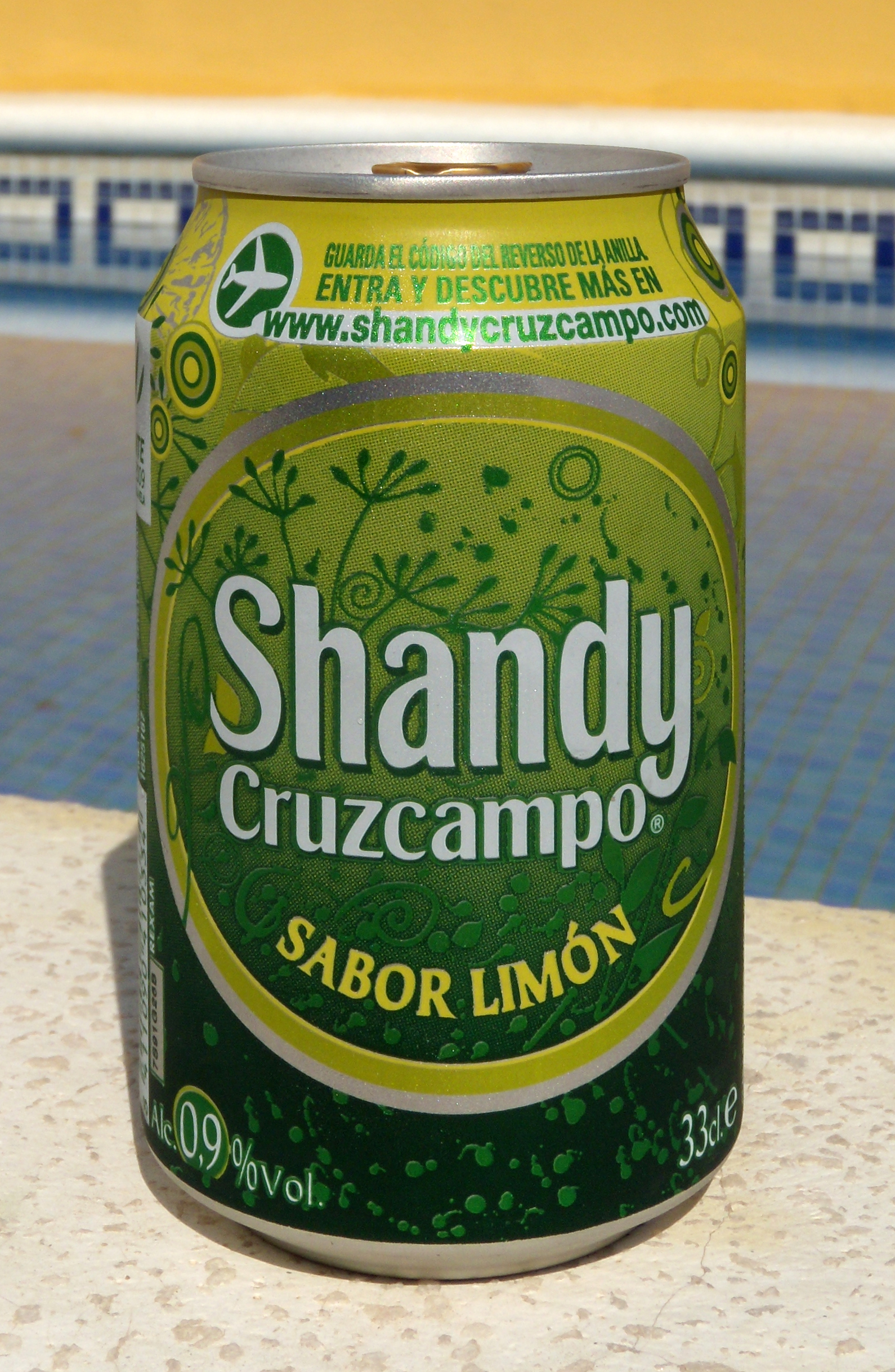
canette de Shandy

### Autres bières
- Amstel.

Ancien logo.

- El Alcázar (boîte en alu de 33 cl et bouteille d'un litre). N'appartient pas à Heineken mais continue à être fabriquée à Jaén.
- Latino (Tinto de verano).
- Kaliber: sans alcool.
- El León.
- Krone Lager.
- Spieler Pils.